# Castelo (Lisboa)
Castelo é um bairro e antiga freguesia portuguesa do concelho de Lisboa, com 0,06 km² de área e 355 habitantes (2011). Densidade: 5 916,7 hab/km².
Sendo uma das freguesias originais da cidade de Lisboa (existia desde a reconquista em 1147), era também a segunda freguesia de Portugal com menor extensão territorial (a primeira sendo São Miguel).
Como consequência de uma reorganização administrativa, oficializada a 8 de novembro de 2012 e que entrou em vigor após as eleições autárquicas de 2013, foi determinada a extinção da freguesia, passando o seu território a integrar a nova freguesia de Santa Maria Maior.

## População
★ No censo de 1864 pertencia ao Bairro de Alfama. Nos anos de 1878 a 1911 figura com a designação de Santa Cruz do Castelo. Novos limites foram definidos pelo decreto-lei nº 42.142, de 07/02/1959			

| Nº de habitantes | Nº de habitantes | Nº de habitantes | Nº de habitantes | Nº de habitantes | Nº de habitantes | Nº de habitantes | Nº de habitantes | Nº de habitantes | Nº de habitantes | Nº de habitantes | Nº de habitantes | Nº de habitantes | Nº de habitantes | Nº de habitantes | Nº de habitantes |
| ---------------- | ---------------- | ---------------- | ---------------- | ---------------- | ---------------- | ---------------- | ---------------- | ---------------- | ---------------- | ---------------- | ---------------- | ---------------- | ---------------- | ---------------- | ---------------- |
| 1864             | 1878             | 1890             | 1900             | 1911             | 1920             | 1930             | 1940             | 1950             | 1960             | 1970             | 1981             | 1991             | 2001             | 2011             |                  |
| 1007             | 2627             | 2725             | 2691             | 2621             | 2767             | 2848             | 2924             | 2091             | 1890             | 1387             | 1068             | 773              | 587              | 355              |                  |
|                  | +161%            | +4%              | -1%              | -3%              | +6%              | +3%              | +3%              | -28%             | -10%             | -27%             | -23%             | -28%             | -24%             | -40%             |                  |

|     | 0-14 anos | 15-24 anos | 25-64 anos | 65 e + anos |
| Hab | 56 \| 26  | 63 \| 27   | 288 \| 200 | 180 \| 102  |
| Var | -54%      | -57%       | -31%       | -43%        |

## Património
- Castelo de São Jorge e restos das cercas de Lisboa;
- Igreja de Santa Cruz do Castelo

## Arruamentos
O Castelo era a freguesia com menor número de arruamentos em Lisboa (9). Eram eles: 
- Beco do Forno do Castelo
- Beco do Leão
- Beco do Recolhimento
- Largo de Santa Cruz do Castelo
- Rua das Cozinhas
- Rua das Flores de Santa Cruz
- Rua de Santa Cruz do Castelo
- Rua do Espírito Santo
- Rua do Recolhimento
- Rua do Costa do Castelo

Existem ainda outros cinco arruamentos não oficiais: 
- Castelo de São Jorge
- Pátio da Pascácia (Rua de Santa Cruz do Castelo, 74)
- Pátio das Cozinhas (Rua das Cozinhas, 2)
- Pátio do Sequeira (ou do Cerqueira; Largo de Santa Cruz do Castelo, 7)
- Pátio José Pedreira (Rua do Recolhimento, 35)